# Glänzendes Plattmoos
Das Glänzende Plattmoos (Plagiothecium laetum), auch Üppiges Plattmoos, ist eine Laubmoos-Art, die oft auch in zwei Arten Plagiothecium laetum und Plagiothecium curvifolium (=Plagiothecium laetum var. curvifolium), dem Krummblättrigen Plattmoos, aufgespalten wird. Da es zwischen diesen beiden Formen fließende Übergänge gibt, scheint eine Zusammenlegung sinnvoll.

## Verbreitung und Standortansprüche
Es handelt sich um ein in Laub- und Nadelwäldern allgemein verbreitetes Laubmoos, welches kalk- und basenarme, relativ nährstoffarme, frische bis feuchte Standorte bevorzugt. Das Moos besiedelt sowohl Humus als auch morsches Holz, seltener wächst es auch auf Felsen und an Baumbasen. Es ist fast über die gesamte Nordhemisphäre in den gemäßigten Breiten verbreitet.

## Beschreibung
Das Moos bildet weiche, stark glänzende Rasen. Es besitzt 1 bis 2,5 mm lange, leicht asymmetrische Blätter. Bei var. curvifolium sind die Blätter etwas hohl, mehr oder minder längswellig, und die Blattspitzen sind in feuchtem Zustand hakenförmig nach unten gebogen. Die Blattränder sind im Bereich der Blattspitze gezähnelt. Die einfach oder doppelt ausgebildete Mittelrippe erreicht die Blattmitte nie. An den Ecken der Blattbasis gibt es rechteckige Blattflügelzellen, die ein deutlich abgegrenztes Band aus 1 bis 5 Zellreihen bilden, wobei dieses Blattflügelband bei var. laetum normalerweise schmaler ist, als bei var. curvifolium.